# 댄 린
댄 린(Dan Lin, 1973년 4월 8일 ~ )은 미국의 영화 프로듀서이다. 타이베이에서 태어나 어릴 적 미국으로 이주한 대만계 미국인으로 중국어 이름은 린웨이(중국어 간체자: 林𬀩, 정체자: 林暐, 병음: Lín Wěi)이다.

## 제작 작품
- 거짓말의 발명(2009)
- 더 박스(2009)
- 셜록 홈즈(2009)
- 셜록 홈즈: 그림자 게임(2011)
- 갱스터 스쿼드(2013)
- 레고 무비(2014)
- 레고 배트맨 무비(2017)
- 데스노트(2017)
- 그것(2017)
- 레고 닌자고 무비(2017)
- 레고 무비 2(2019)
- 알라딘(2019)
- 그것: 두 번째 이야기(2019)
- 두 교황(2019)
- 헌티드 맨션(2023)
- 릴로 & 스티치(2025)